# Nikita Igorewitsch Saizew
Nikita Igorewitsch Saizew (russisch Никита Игоревич Зайцев, englisch Nikita Igorevich Zaitsev; * 29. Oktober 1991 in Moskau, Russische SFSR, Sowjetunion) ist ein russischer Eishockeyspieler, der seit Juli 2024 beim SKA Sankt Petersburg in der Kontinentalen Hockey-Liga (KHL) unter Vertrag steht. Zuvor war der Verteidiger in der National Hockey League (NHL) für die Toronto Maple Leafs, Ottawa Senators und Chicago Blackhawks aktiv.

## Karriere
Nikita Saizew begann seine Karriere als Eishockeyspieler in seiner Heimatstadt in der Nachwuchsabteilung von Krylja Sowetow Moskau, in der er bis 2009 aktiv war. Im KHL Junior Draft 2009 wurde der Verteidiger in der ersten Runde als insgesamt vierter Spieler vom HK Sibir Nowosibirsk ausgewählt, für den er in der Saison 2009/10 sein Debüt in der neu gegründeten Kontinentalen Hockey-Liga gab. In seinem Rookiejahr gab er in 40 Spielen eine Torvorlage.
In der Saison 2012/13 erreichte er seinen Durchbruch in der KHL, als er im Laufe der Spielzeit insgesamt 19 Scorerpunkte sammelte und damit das Interesse anderer Klubs weckte. Am 1. Mai 2013 wurde er gegen Igor Oschiganow und Dmitri Kugryschew vom HK ZSKA Moskau eingetauscht. Zudem erhielt der HK Sibir eine finanzielle Kompensationszahlung.
Im Mai 2016 wechselte Saizew zu den Toronto Maple Leafs in die National Hockey League (NHL) und unterzeichnete dort einen Einjahresvertrag. Dieser wurde nach der Saison 2016/17, in der der Verteidiger auf 36 Scorerpunkte kam, um sieben Jahre verlängert, wobei Saizew durchschnittlich 4,5 Millionen US-Dollar verdienen soll. Den Vertrag erfüllte der Russe jedoch nicht in Toronto, da er nach Beendigung der Saison 2018/19 seine Unzufriedenheit in Toronto kundtat und einen Wechsel forcierte. Anfang Juli 2019 wurde er daher gemeinsam mit Connor Brown und Michael Carcone in die kanadische Hauptstadt zu den Ottawa Senators transferiert. Diese gaben im Gegenzug Cody Ceci, Ben Harpur, Aaron Luchuk und ein Drittrunden-Wahlrecht im NHL Entry Draft 2020 an Toronto ab.
In Ottawa verlor er seinen Stammplatz während der Saison 2022/23, sodass ihn die Senators im Februar 2023 an die Chicago Blackhawks abgaben. Aufgrund seines hohen Gehalts erhielten sie dafür nicht nur keine Gegenleistung (future considerations), sondern schickten darüber hinaus ein Zweitrunden-Wahlrecht für den NHL Entry Draft 2023 sowie ein Viertrunden-Wahlrecht für den NHL Entry Draft 2026 nach Chicago.
Nach acht Jahren in Nordamerika kehrte Saizew im Juli 2024 in seine russische Heimat zurück und schloss sich dort im Rahmen eines Vierjahresvertrags dem SKA Sankt Petersburg aus der KHL an.

### International
Für Russland nahm Saizew an der U18-Junioren-Weltmeisterschaft 2009 sowie der U20-Junioren-Weltmeisterschaft 2010 teil. Bei der U18-WM 2009 gewann er mit seiner Mannschaft die Silbermedaille. Bei den Herren debütierte er bei der Weltmeisterschaft 2013, bevor er bei der Weltmeisterschaft 2016 mit dem Team die Bronzemedaille gewann und ins All-Star-Team des Turniers gewählt wurde. Zudem vertrat er sein Heimatland beim World Cup of Hockey 2016.

## Erfolge und Auszeichnungen
| - 2009 Silbermedaille bei der U18-Junioren-Weltmeisterschaft - 2011 Goldmedaille bei der U20-Junioren-Weltmeisterschaft - 2016 Bronzemedaille bei der Weltmeisterschaft | - 2016 All-Star-Team der Weltmeisterschaft - 2019 Bronzemedaille bei der Weltmeisterschaft |

## Karrierestatistik
Stand: Ende der Saison 2023/24

### International
Vertrat Russland bei:
| - U18-Weltmeisterschaft 2009 - U20-Weltmeisterschaft 2010 - U20-Weltmeisterschaft 2011 - Weltmeisterschaft 2013 | - Weltmeisterschaft 2016 - World Cup of Hockey 2016 - Weltmeisterschaft 2018 - Weltmeisterschaft 2019 |

(Legende zur Spielerstatistik: Sp oder GP = absolvierte Spiele; T oder G = erzielte Tore; V oder A = erzielte Assists; Pkt oder Pts = erzielte Scorerpunkte; SM oder PIM = erhaltene Strafminuten; +/− = Plus/Minus-Bilanz; PP = erzielte Überzahltore; SH = erzielte Unterzahltore; GW = erzielte Siegtore; 1 Play-downs/Relegation; Kursiv: Statistik nicht vollständig)